# Kinga Andersson
Kinga Honorata Weronika Andersson, född 23 juli 1966 i Szczecin, Polen, är svensk författare av barnlitteratur, grafisk formgivare, illustratör och förläggare.

## Karriär
Kinga Anderssons första utgivna barnbok blev "Flugan på näsan", en bok skriven med versaler. Den blev starten till en barnboksserie vid namn KORT och KUL där alla böcker är skrivna med versaler och är anpassade för nybörjarläsaren. Andersson fokuserar på att skapa lättlästa böcker med rätt bakgrund för ögat och låga tal i Läsbarhetsindex. Böckerna i serien KORT och KUL ska hjälpa till att knäcka läskoden och med övergången till gemener. Böckerna är illustrerade för att barn ska kunna använda dem som bilderböcker innan de börjar intressera sig för bokstäverna. KORT och KUL är en serie av helt fristående barnböcker i olika genre.
Kinga Andersson har skapat en barnvänlig plattform på YouTube. Den heter Webbsagor och erbjuder gratis barnböcker, sagor, julkalender och trailers för traditionellt utgivna barnböcker. Förutom serien KORT och KUL skriver Kinga Andersson andra barnböcker som mest riktar sig till lågstadiebarn. Under 2022 har Andersson skrivit och läst in sin första julkalender och luckorna presenterades på Webbsagor på Youtube.
Andersson har startat BokRymden, som är läsarens guide i barnböckernas värld. Läsaren tipsas om utbudet, event, signeringar och bokmässor, samt får olika erbjudanden, gratis överraskningar och olika tips. BokRymden är därför författarens och illustratörens plats att synas.
Efter att ha varit nominerad till årets Wild Card i Brewhouse innovationstävling MyMission 2007 i Göteborg, förverkligade Andersson sitt tävlingsbidrag och en upplevelsebok blev till. Året därpå startade hon en ungdomstävling vid namnet "Framtiden har ordet". Ungdomar med skrivar- eller illustratörsdrömmar uppmanades att delta. En del bidrag belönades och prisutdelningen ägde rum på Bok- och biblioteksmässan 2008 i Göteborg. Andersson sammanfattade tävlingen i en pocketbok "Du, jag och tusen tankar", vilket blev den andra boken hon gav ut på sitt eget bokförlag Kingas LovelyTM.
Hon har vunnit pris för inläsning av en saga i en tävling av Time to Tell. Det inlästa bidraget finns med i en sagoantologi "En sagostund tillsammans" på appen Time to Tell.
Kinga Andersson har också skapat Utmattningsfri, som fokuserade på återhämtning från stresskador och bekämpning av långvarig stress. Efter att själv ha drabbats av utbrändhet, har Andersson skapat rehabiliteringsprogram för individer samt workshops och föredrag för företag. Under 2020 sammanfattade hon utmattning och stress i Lilla svarta boken: Utmattningens A & O.

### Ungdomsböcker
- Du, jag och tusen tankar (2008)

### Övrigt
Going 70 passing 40 : en upplevelsebok för vuxna (2008). Inläst "Mästare Gabriel" - en del av sagoantologin "En sagostund tillsammans" på Time to Tell] (2022)

### Utmärkelser
- Har varit nominerad till årets Wild Card i Brewhouse innovationstävling MyMission 2007 i Göteborg
- Inläsningen av berättelsen "Mästare Gabriel" blev våren 2022 belönad i Time to Tells sagotävling. Motiveringen löd:

"En modern saga som lockar till skratt. Det finns magiska inslag och det sker tre trollerier. Sagan avslutas med en knorr.
Bra berättarlängd och en fin röd tråd. Man blir glad av sagan och det rycker i mungipan."